# Лорагель
Лораге́ль (фр. Lauraguel) — коммуна во Франции, находится в регионе Лангедок — Руссильон. Департамент коммуны — Од. Входит в состав кантона Алень. Округ коммуны — Лиму.
Код INSEE коммуны — 11197.

## Население
Население коммуны на 2008 год составляло 552 человека.
| 1962 | 1968 | 1975 | 1982 | 1990 | 1999 | 2008 |
| ---- | ---- | ---- | ---- | ---- | ---- | ---- |
| 350  | 404  | 368  | 431  | 416  | 461  | 552  |

## Экономика
В 2007 году среди 302 человек в трудоспособном возрасте (15—64 лет) 195 были активными, 107 — неактивными (показатель активности — 64,6 %, в 1999 году было 64,6 %). Из 195 активных работали 163 человека (91 мужчина и 72 женщины), безработных было 32 (10 мужчин и 22 женщины). Среди 107 неактивных 27 человек были учениками или студентами, 53 — пенсионерами, 27 были неактивными по другим причинам.